# Veresmart
Veresmart (románul: Roșia, németül: Rothberg) falu Romániában, Erdélyben, Szeben megyében, az azonos nevű község központja.

## Története
A község területén késő bronzkori kerámialeleteket tártak fel. A községtől keletre, egy földből épített megfigyelőállás maradványai láthatóak A helység első írásos említése 1327-ből maradt fenn de Ruffo Monte néven. További névváltozatok: Weryzmorth (1337), Veresmort (1413), Ecczel (1365), Heczeldorf (1548).

## Lakossága
1850-ben a község 3876 lakosából 1982 román, 43 magyar, 1206 német és 642 cigány volt. 1992-re a 4700 lakos nemzetiségi összetétele a következőképpen alakult: 4437 román, 5 magyar, 166 német és 92 cigány.

## Látnivalók
- Az evangélikus erődtemplom 1225 körül épült román stílusban. A nyugati homlokzat elé a 16. században előcsarnokot építettek. Az oltár 1782-ből származik. A mennyezetet 1889-ben barokk boltozatra cserélték.[5]

## Híres emberek
- Itt él Eginald Schlattner (1933) író, evangélikus lelkész.